# Grania Davis
Grania Davis (17 de julio de 1943) es una escritora y editora estadounidense de ciencia ficción. Es la principal editora de la obra póstuma de su exmarido, Avram Davidson. Sus cuentos cortos han aparecido en varias revistas del género, y en colecciones de mejores obras. El amo en el muro (1998, Tachyon Publications) con Avram Davidson fue nominado para un premio Nébula en la categoría mejor novela.
Nació en Milwaukee, Wisconsin y hasta fines de 2011 vivía en San Rafael (California).

## Obras
- El orgulloso Peacock y el ánade real' (1976)
- Doctor Grass (1978)
- Los anales del arco iris (1980)
- El gran patrón perpendicular(1980)
- Pájaro de luna (1986)
- Marco Polo y la bella durmiente (con Avram Davidson, 1998)
- El amo en el muro: un tratado sobre a mansión del demonio (con Avram Davidson, 1998)
- La figura escarlata, o poco a poco a través de una tierra de piedra (coeditor, con Henry Wessells,  2005)
- El tesoro de Avram Davidson (coeditor, con Robert Silverberg, 1998)
- Las investigaciones de Avram Davidson (coeditor, con Richard A.  Lupoff, 1999)
- Todos tienen a alguien en el cielo: Cuentos judíos esenciales del espíritu (coeditor, con Jack Dann, 2000)
- El otro siglo XIX (coeditor, con  Henry Wessells, 2001)
- !Limekiller! (coeditor, con Henry Wessells, 2003).